# Totonaques
Cet article concerne le peuple totonaque. Pour les langues totonaques, voir Langues totonaques.

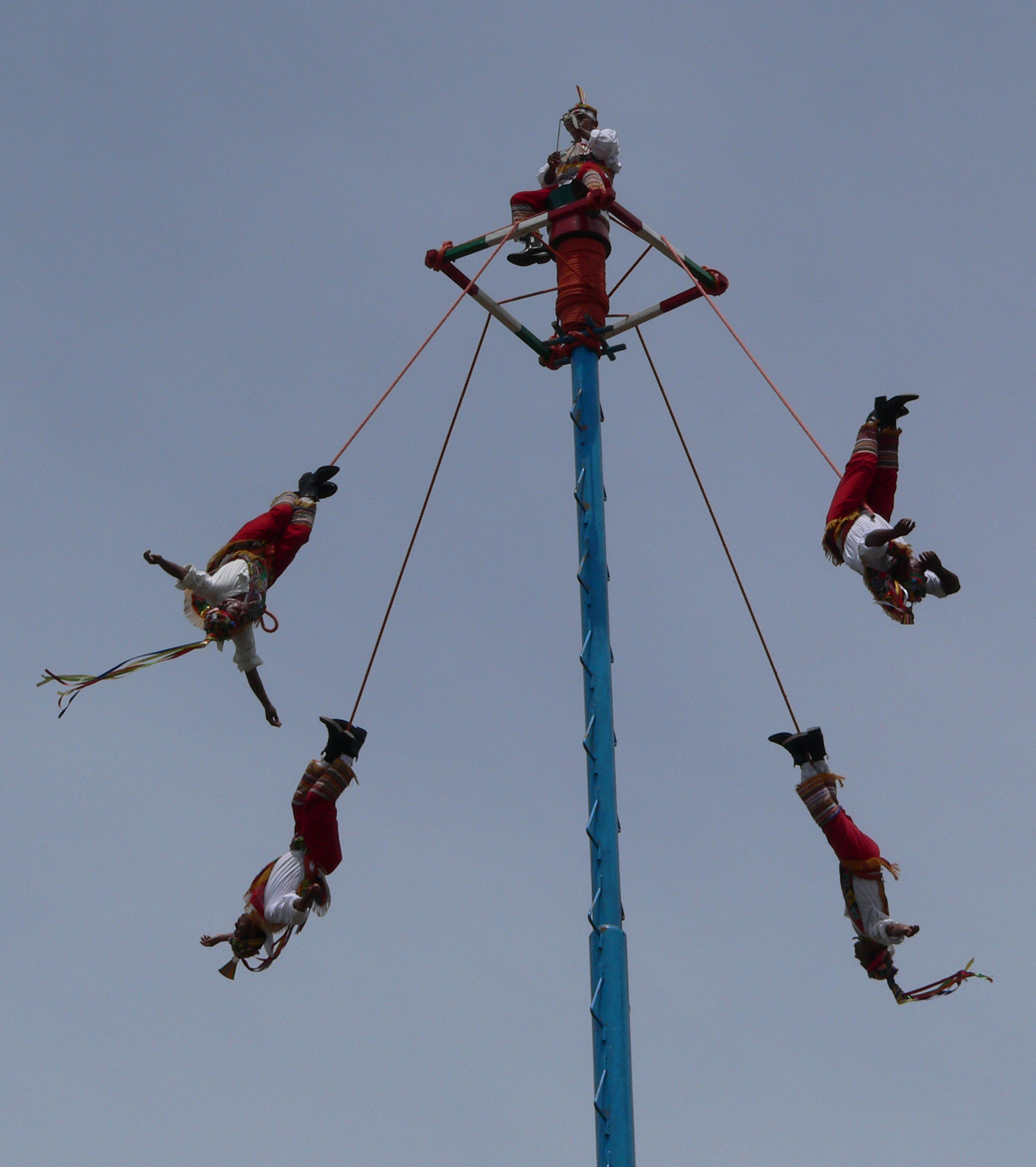
Cérémonie traditionnelle totonaque appelée en espagnol Danza de los Voladores.

Les Totonaques, peuple amérindien, vivaient sur les côtes montagneuses de l'est du Mexique à l'arrivée des Espagnols en 1519. De nos jours, ils résident dans les États de Veracruz et de Puebla. Ils ont bâti la cité précolombienne de El Tajín. Jusqu'au milieu du XIXe siècle, ils étaient les premiers producteurs mondiaux de vanille.

## Géographie et style de vie

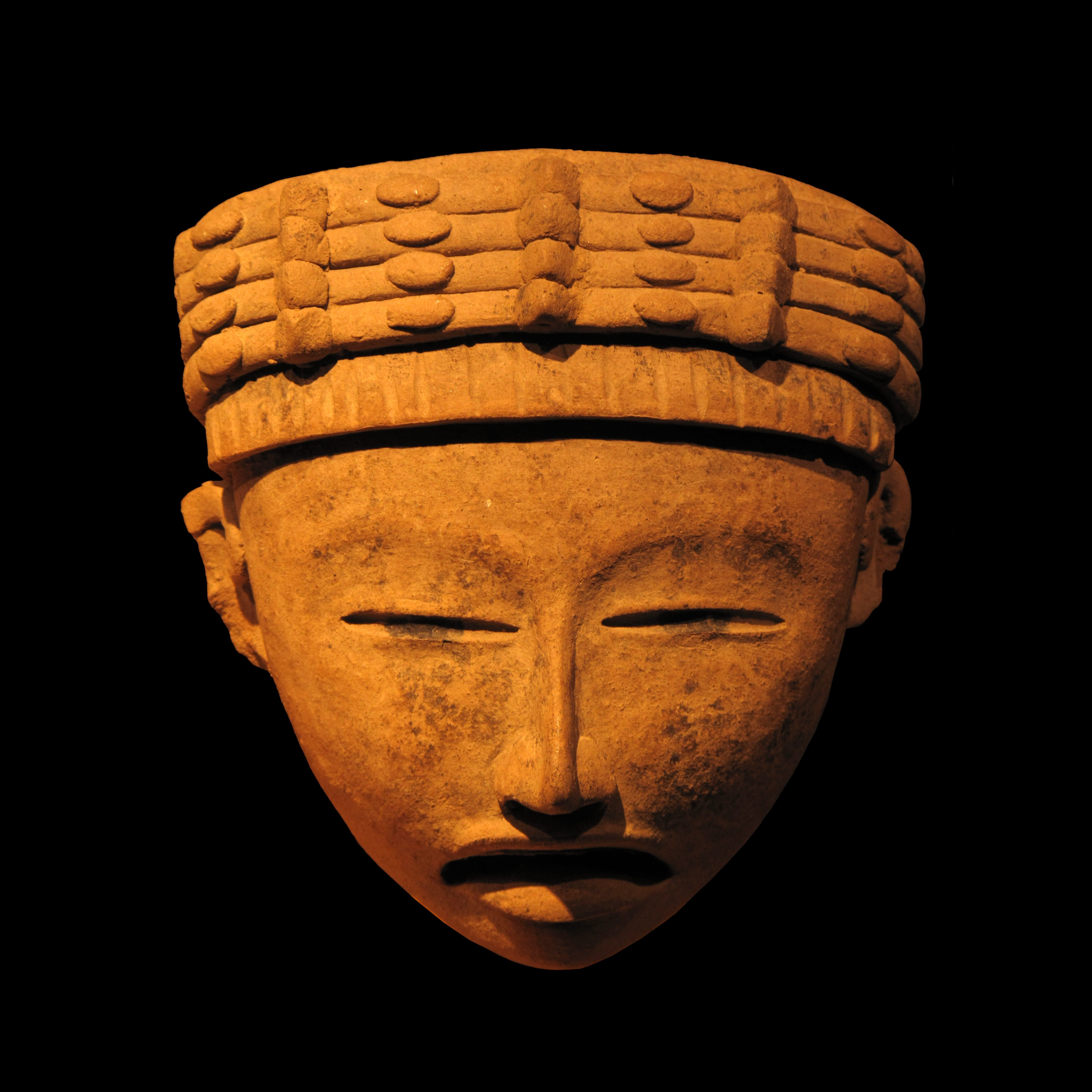
Sculpture tononaque. Nopiloa, Veracruz, Mexique. Terre cuite polychrome, 550 à 950 ap. J-C. MAAOA.

La région occupée par les Totonaques, appelée Totonacapan, s'étalait approximativement de Papantla au nord à Cempoala au sud. Totonacapan était une région chaude et humide. Parallèlement à la culture de maïs, courges, haricots et piments, les Totonaques se distinguaient de leurs voisins par la production d'ambre liquide et de coton. Même pendant la désastreuse famine de 1450-1454 touchant le cœur du Mexique, la région resta un centre de l'agriculture mexicaine. À cette époque, de nombreux Aztèques furent forcés de se vendre ou de vendre des membres de leur famille comme esclaves aux Totonaques en échange du maïs indispensable à leur survie.
Les femmes totonaques étaient expertes en tissage et broderie ; elles s'habillaient de manière splendide et ornaient leurs cheveux de plumes. Le frère franciscain Bernardino de Sahagún témoigna que ces femmes étaient « tout à fait élégantes ». De même, les hommes s'habillaient bien, se parant de vêtements multicolores, de colliers, de bandes autour des bras, et de parures provenant du précieux quetzal.

## Histoire

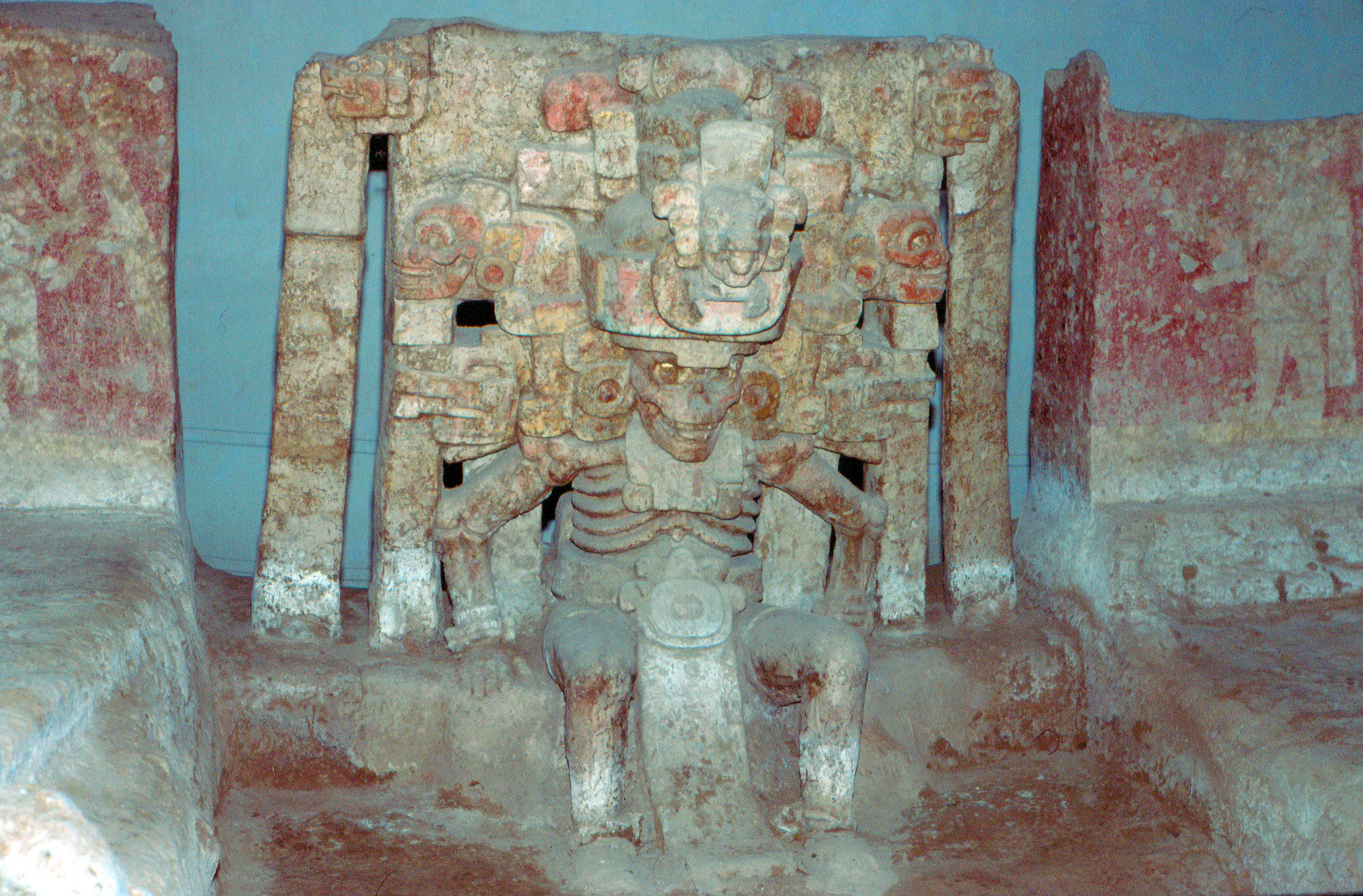
Statue totonaque du dieu de la mort Mictlantecuhtli (site archéologique d'El Zapotal).

La région de Totonacapan fut l'objet des incursions militaires aztèques du milieu du XVe siècle jusqu'à l'arrivée des Espagnols. Malgré l'établissement de fortifications aztèques dans toute la région, la rébellion resta endémique. Les principaux centres totonaques étaient Papantla, peuplée par 60 000 habitants en 1519, Xalapa (environ 120 000), et Cempoala (environ 80 000). 
Cempoala fut la première cité amérindienne rencontrée par Hernán Cortés dans sa marche vers la capitale aztèque Tenochtitlán. Les Totonaques de Cempoala joignirent leurs forces à celles de Cortés et, avec les Tlaxcaltèques, contribuèrent de manière significative à la conquête espagnole. Totonacapan fut intégrée au régime espagnol avec relativement peu de violence, mais la région fut dévastée par les épidémies au cours du XVIe siècle. Aujourd'hui, approximativement 400 000 locuteurs totonaques habitent la région à cheval entre les États de Puebla et de Veracruz.